# Ý chí
Ý chí, trong triết học, là một năng lực của tâm trí. Ý chí quan trọng vì nó là một phần của tâm trí, cùng với lý trí và sự hiểu biết. Nó được coi là trung tâm trong lĩnh vực luân lý học vì vai trò của nó trong việc thúc đẩy hành động có chủ đích.